# Comuna Lelitka, Hmilnîk
Lelitka (în ucraineană Лелітка) este o comună în raionul Hmilnîk, regiunea Vinnița, Ucraina, formată din satele Krutniv, Lelitka (reședința) și Verbivka.

## Demografie
Componența lingvistică a satului Lelitka
     Ucraineană (98,27%)
     Rusă (1,41%)
     Alte limbi (0,11%)
Conform recensământului din 2001, majoritatea populației satului Lelitka era vorbitoare de ucraineană (98,27%), existând în minoritate și vorbitori de rusă (1,41%).